# Weinen, Klagen, Sorgen, Zagen

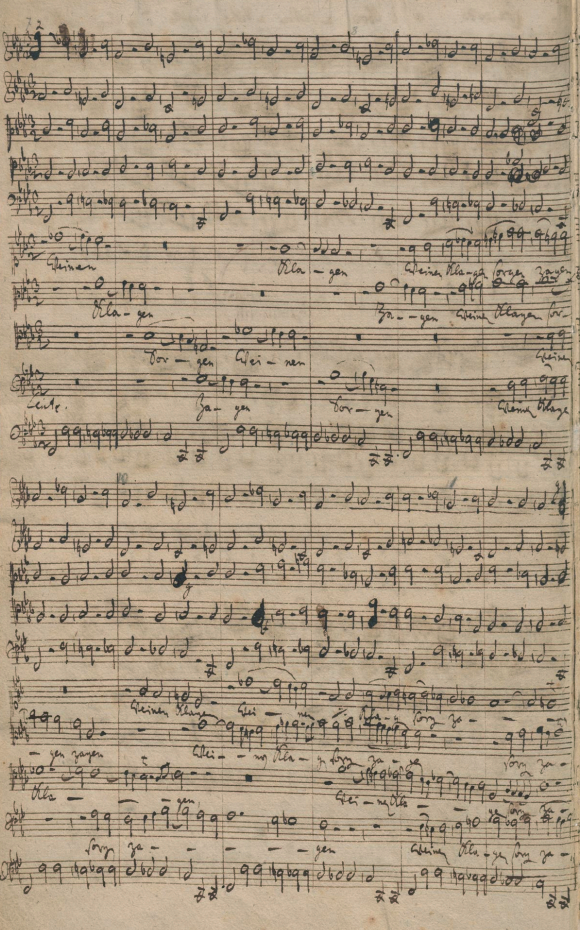
Autographe du chœur d'entrée suivant la sinfonia initiale. Berlin, Staatsbibliothek

Weinen, Klagen, Sorgen, Zagen (Les pleurs et les lamentations, les tourments et le découragement) (BWV 12) est une cantate religieuse de Johann Sebastian Bach composée à Weimar en 1714.

## Histoire et livret
Bach écrivit cette cantate, l'une des premières œuvres de la période de Weimar, pour le troisième dimanche après Pâques - le jubilate et la dirigea pour la première fois le 22 avril 1714 dans la chapelle ducale du château de Weimar. Pour cette destination liturgique, deux autres cantates ont franchi le seuil de la postérité : les BWV 103 et 146. La nomination de Bach comme Concertmeister entraînait l'obligation de composer et de diriger une cantate tous les mois. Weinen, Klagen, Sorgen, Zagen est donc la deuxième composition à cet effet après sa nomination. Le texte, essentiellement libre et qui décrit l'affliction des Chrétiens, est probablement de Salomon Franck, poète de cour officiel et auteur de la plupart des textes des cantates de l'époque de Weimar. Le choral final est le dernier couplet de l'hymne « Was Gott tut, das ist wohlgetan » de Samuel Rodigast. Une autre représentation avec quelques modifications mineures de la version originale eut lieu le 30 avril 1724 à Leipzig.

## Structure et instrumentation
La cantate est écrite pour hautbois, trompette, basson, deux violons, deux alto, viole de gambe et basse continue avec quatre voix solistes (soprano, alto, ténor, basse), 
Il y a sept mouvements (en fa mineur sauf indication contraire) :
1. sinfonia
2. chœur : Weinen, Klagen, Sorgen, Zagen
3. récitatif (alto) : Wir müssen durch viel Trübsal (do mineur)
4. aria (alto) : Kreuz und Kronen sind verbunden (do mineur)
5. aria (basse) : Ich folge Christo nach (mi bémol majeur)
6. aria (ténor) : Sei getreu, alle Pein (sol mineur)
7. choral : Was Gott tut, das ist wohlgetan (si bémol majeur)

## Musique
Comme dans beaucoup de cantates de l'époque de Weimar, celle-ci commence avec une sinfonia. Dans ce premier mouvement, en ut mineur, un solo de hautbois représente symboliquement les pleurs et les plaintes.
La première partie du mouvement choral en forme da capo est une ancienne passacaille sur une mesure en 3/2 qui parodie une douloureuse chanson d'amour de Vivaldi. Avec une extrême économie de moyens, les voix chantent d'abord chacune seulement un mot, comme un soupir prolongé. Dans un processus constant de densification, elles restent sur ces quatre mots jusqu'à la septième répétition de la ligne de la basse où elles poursuivent le texte en homophonie. La partie centrale, dont une partie du texte dit à propos des Chrétiens « die das Zeichen Jesu tragen », est conçue comme un fluide contraste « un poco allegro » et se termine « andante » avec une participation croissante des voix. Bach a retravaillé la partie de passacaille pour le « Crucifixus » de sa Messe en si mineur.
La succession ininterrompue de trois arias sans récitatifs de liaison après le premier récitatif de narration de la Bible est inhabituelle. Il est clair que Bach n'est pas passé de façon abrupte de l'ancienne forme de cantate à la forme standardisée de Erdmann Neumeister mais que les deux formes se retrouvent côte à côte dans cette œuvre. L'aria du ténor est accompagnée par un solo de trompette qui cite la mélodie du choral « Jesu, meine Freude ».
En ajoutant un violon obligé au choral final dans lequel généralement les instruments renforcent seulement les voix, le compositeur conclut de façon particulièrement brillante cette cantate.